# 源孝道
源 孝道（みなもと の たかみち）は、平安時代中期の貴族・漢詩人。清和天皇の第九皇子である貞真親王の孫で、従五位下・源元亮の子。伯父（または叔父）の満仲の養子。官位は正五位下・越前守。

## 経歴
弾正少弼・左衛門権佐・大学頭などの京官を務める一方で、大和守・山城守と畿内の国司も歴任した。この間の長保3年（1001年）大和国の百姓より愁文が提出されている。
寛弘4年（1007年）越前守に任ぜられるが、寛弘7年（1010年）3月30日以前に卒去。最終官位は越前守正五位下。孝道が在任中のまま没したため、急遽木工頭・大江雅致が後任として越前守に任ぜられている。
一条朝に盛んに行われた作文会の講師を務めるなど、同朝の文人としての活躍が見られ、『本朝麗藻』『類聚句題抄』『擲金抄』に作品が収められている。同時代の漢詩人である大江匡衡から「凡位を越ゆる者」と評された。

## 官歴
- 時期不詳：文章生[5]
- 正暦4年（993年） 11月15日：見弾正少弼[6]
- 長徳元年（995年） 8月28日?：右衛門権佐[7]
- 長徳2年（996年） 6月7日：見検非違使[6]
- 長徳4年（998年） 正月25日：大和守[7]
- 長保元年（999年） 8月27日：見大学頭兼大和守従五位上[8]
- 寛弘2年（1005年） 2月16日：見右衛門権佐山城守正五位下[9]
- 寛弘4年（1007年） 4月28日：越前守[10]
- 寛弘7年（1010年） 3月30日以前：卒去[2]

## 系譜
『尊卑分脈』による。
- 父：源元亮
- 母：源経基の娘
- 生母不明の子女
  - 男子：源永成[11]
  - 男子：源政隆